# Anna Maria Sforza
Anna Maria Sforza (Pavia, Ducat de Milà 1473 - Ferrara, Ducat de Ferrara 1497) fou una princesa del Ducat de Milà.

## Orígens familiars
Va néixer l'any 1476 a la ciutat de Pavia, situada en aquells moments al Ducat de Milà, sent filla del duc Galeàs Maria Sforza i Bonna de Savoia. Fou neta per línia paterna de Francesc I Sforza i Blanca Maria Visconti, i per línia materna de Lluís I de Savoia i Anna de Lusignan. Fou germana del duc Joan Galeàs Sforza i de Blanca Maria Sforza, casada successivament amb Filibert I de Savoia i Maximilià I del Sacre Imperi Romanogermànic.

## Prometatge, núpcies i descendència
La van prometre amb Alfons d'Este, fill del duc Hèrcules I d'Este i Elionor de Nàpols, el 20 de maig de 1477 quan ambdós tenien a penes un any. El matrimoni es va celebrar l'any 1491, quan eren adolescents. Se'n van fer grans celebracions, primer a Milà i després a Ferrara i d'aquesta unió nasqué un nen, Alessandro, 1497. Algunes fonts afirmen que el nadó hauria mort poc després de ser batejat. D'altres, però, indiquen que va viure fins als disset anys.
Anna Sforza va morir el 30 de novembre de 1497 a Ferrara, pocs dies després del part.